# Rukiszki
Rukiszki (lit. Rukiškis) – wieś na Litwie, ok. 110 km na północ od Wilna, w rejonie oniksztyńskim okręgu uciańskiego. Według danych na 2001 rok wieś zamieszkiwały 73 osoby.